# Yolanda Blanco
Yolanda Blanco (Managua, 1954) pertenece al grupo de escritoras que irrumpió en los años setenta en el panorama poético Nicaragüense.

## Datos biográficos
Yolanda Blanco se inició en la poesía a principios de la década de los setenta. Sus mentores fueron el narrador Juan Aburto (compañero de trabajo del padre de la poeta y el primer ojo entrenado en leer sus poemas y guiar su rigor autocrítico) y el poeta Ernesto Gutiérrez, quien indicó lecturas a la joven poeta y profundizó y amplió su visión de mundo, a partir de las clases de literatura e historia del arte que éste impartía en la Universidad Autónoma de Nicaragua (UNAN), con sede en León. 
La edición del libro de Yolanda Blanco Así cuando la lluvia (León, julio de 1974) fue la primera de la serie de publicaciones con las que el entonces incipiente conglomerado de escritoras enriqueció el panorama poético nicaragüense. Hasta la década de 1970, el oficio poético en Nicaragua había sido ejercido por poetas varones; con cimeras excepciones como Carmen Sovalbarro (poeta vanguardista que cantó a Sandino) María Teresa Sánchez (promotora literaria, editora y antologista) y Mariana Sansón (autora de una poesía excepcional y muy suya, cuya casa fue lugar de encuentro de poetas y pintores en la ciudad universitaria de León, y a quien Blanco considera también uno de sus mentores.
Blanco cursó estudios de Literatura y Arte en Nicaragua, Francia y Venezuela. Siendo estudiante universitaria, organizó en 1974 y en 1975, en el Paraninfo de la UNAN de León, los primeros recitales de las mujeres poetas, acontecimiento que marcó un hito en el mundo literario del país centroamericano.
Durante los años setenta, Blanco se sumó a los esfuerzos por la creación de una nueva sociedad en Nicaragua. Sin embargo, en 1978, la forzaron a mudarse a Venezuela cuando la casa de su familia fue invadida injustificadamente por funcionarios sandinistas. Paralelamente, durante los años ochenta, aunque ya era una reconocida poeta joven, Blanco no fue promocionada por el régimen sandinista porque no pertenecía a dicho partido.
Entre 1978 y 1985 Yolanda Blanco vivió en Caracas, donde participó de Calicanto, taller literario dirigido por Antonia Palacios, y de los recitales en los que los grupos Tráfico y Guaire expusieron la nueva poesía que transformó la literatura venezolana.
En 2005, ganó el 'Mariana Sansón', premio nacional de poesía organizado anualmente por la Asociación Nicaragüense de Escritoras (ANIDE), con el poemario De lo urbano y lo sagrado.
Blanco vive actualmente en la ciudad de Nueva York donde se desempeña como traductora y practicante de artes taoístas.

## Obra literaria
- Así cuando la lluvia. León, Nicaragua: Editorial Hospicio, 1974
- Cerámica sol. León, Nicaragua: Editorial UNAN, 1977
- Penqueo en Nicaragua. Managua, Nicaragua: Editorial Unión, 1981
- Aposentos. Caracas, Venezuela: Pen Club de Venezuela, 1985
- De lo urbano y lo sagrado. Managua, Nicaragua: Ediciones ANIDE, 2005

La obra poética de Yolanda Blanco se ha movido a lo largo de tres ejes: la identificación con la Naturaleza mediante la celebración de la lluvia, el verano, los insectos y los árboles (en Así cuando la lluvia) rituales que evolucionaron hasta convertir a la poeta en una sacerdotisa indígena, en Cerámica Sol; el discurso reinvindicativo por una sociedad justa e igualitaria (en Penqueo en Nicaragua) que testimonia la insurrección popular contra la dictadura de Anastasio Somoza Debayle, en septiembre de 1978; y el papel de la mujer como cocreadora con la Naturaleza, en Aposentos.
Estos tres ejes se fusionan en De lo urbano y lo sagrado, poemario en el que la poeta co-celebra con la naturaleza sacra y consustancialmente y donde se transmuta en varios poetas nicaragüenses que vivieron en la urbe por excelencia, Nueva York: Rubén Darío, Salomón de la Selva, José Coronel Urtecho y Ernesto Cardenal logrando plasmar un retrato del siglo XX.
El poema “Oración” (del libro Aposentos y escrito durante la estadía de la poeta en Francia, en 1976) es considerado un poema emblemático de la poesía de género, puesto que propone un nuevo espíritu que abarca lo sexual, lo político y también lo religioso:
En nombre del pubis

y de los senos 

y de la santa mente

crezca mujer

Amén.